# رون ليندنر
رون ليندنر (بالإنجليزية: Ron Lindner)‏ هو كاتب أمريكي، ولد في 1934.